# Papir 3
El papir 3, designat com a 𝔓3 (en la numeració Gregory-Aland), és un papir del Nou Testament.
Es tracta d'un petit fragment de quinze versos de l'Evangeli de Lluc que data dels segles VI/VII. Forma part d'un leccionari. Està datat paleogràficament al segle VI o VII.
El tipus de text grec d'aquest còdex és mixt. Aland el va situar a la categoria III.

## Història
El text del manuscrit va ser publicat per Karl Wessely el 1882.
El manuscrit es troba a la Biblioteca Nacional d'Àustria (Pap. G. 2323).

## Text
ΑΓΓ . . ΙΟ
ΤΟΝ Κ ̣̅ ΗΣο υ
ΤΟΝ̣Τ̣Ω̣ΝΦΣΡΙΣ̣
Ε̣Λ̣ΘΩΝΕ̣ΙΣΤ̣
ΙΕΙΔΟΥΓΥΝΗΗΤΙΣΗ
ΓΝΟΥΣΑΟΤΙ̣ΚΑΤ Α Κ
ΣΑΑΛΑΒΑΣΤΡΟΝΜΥΡ̣
Ο̣ΔΑΣΑΥΤΟΥΚΛΑΣΙΟΥΣ̣
ΥΣΠΟΔΑΣΑ Υ ΤΟΥ ΚΑΙ
ΕΞΕΜΑΞΕΝΚΑΙΚΑΤΕ
ΗΛΙΦΕΝ ΤΩΜΥΡΩ
ΑΣΑΥΤΟΝΕΙΠΕΝΕ . . . . ΤΩ
ΗΣΕΓΙΓΝΩΣΚΕΝΑΝΤ̣ΙΣΚΑΙΠΟΤΑΠ
ΤΑΙΑΥΤΟΥΟΤΙΑ. ΑΡΤΩΛΟ̣ΣΕΣΤΙΝ
ΕΙΠΕΝ Ο ΙΣ ΠΡΟΣ̣Α. Τ̣Ο̣Ν̣ΣΙΜΩΝ
ΔΕΔΕΔΑ . . . ΛΕΕΙ̣ΠΕΝΦΗΣΙΝΔΥΟ
ΤΙΝΙΟΕΙΣΩ
Η̣ΚΟΝ̣ΤΑΜΗ̣
ΤΟΤΙΣΟΥ
ΔΕΣΙΜΩ̣
Π̣ΕΝΑΥΤΩ̣
Ω̣Σ̣Ι̣ΜΩ
Lluc 10:38
ΝΤΟΥΑΓΙΟ υ ΛΟ υ ΚΑ
. . . . . . ΚΩΜΗ̣
ΡΕΥΕΣΘΑΙΑΥΤΟΥ
ΘΕΝΕΙΣΚΩΜΗΝΤΙΝ